# Nine Muses
Nine Muses (hangul: 나인뮤지스) är en sydkoreansk tjejgrupp bildad 2010 av Star Empire Entertainment.
Gruppen består av de fem medlemmarna Sungah, Kyungri, Hyemi, Sojin och Keumjo.

## Medlemmar
| Artistnamn   | Artistnamn | Födelsenamn    | Födelsenamn | Födelsedatum      | Medlemstid |
| Romanisering | Hangul     | Romanisering   | Hangul      | Födelsedatum      | Medlemstid |
| Nuvarande    | Nuvarande  | Nuvarande      | Nuvarande   | Nuvarande         | Nuvarande  |
| ------------ | ---------- | -------------- | ----------- | ----------------- | ---------- |
| Sungah       | 성아       | Son Sung-ah    | 손성아      | 8 juli 1989       | 2013-idag  |
| Kyungri      | 경리       | Park Kyung-ri  | 박경리      | 5 juli 1990       | 2012-idag  |
| Hyemi        | 혜미       | Pyo Hye-mi     | 표혜미      | 3 april 1991      | 2010-idag  |
| Sojin        | 소진       | Jo So-jin      | 조소진      | 11 oktober 1991   | 2015-idag  |
| Keumjo       | 금조       | Lee Keum-jo    | 이금조      | 17 december 1992  | 2015-idag  |
| Tidigare     |            |                |             |                   |            |
| Rana         | 라나       | Kim Ra-na      | 김라나      | 26 juni 1983      | 2010-2011  |
| Bini         | 비니       | Lee Hye-bin    | 이혜빈      | 13 november 1985  | 2010-2011  |
| Hyuna        | 현아       | Moon Hyun-a    | 문현아      | 19 januari 1987   | 2010-2016  |
| Lee Sem      | 이샘       | Lee Hyun-joo   | 이현주      | 5 maj 1987        | 2010-2014  |
| Jaekyung     | 재경       | Jung Seo-young | 정서영      | 9 september 1987  | 2010       |
| Sera         | 세라       | Ryu Se-ra      | 류세라      | 3 oktober 1987    | 2010-2014  |
| Euaerin      | 이유애린   | Lee Hye-min    | 이혜민      | 3 maj 1988        | 2010-2016  |
| Eunji        | 은지       | Park Eun-ji    | 박은지      | 27 september 1988 | 2010-2014  |
| Minha        | 민하       | Park Min-ha    | 박민하      | 27 juni 1991      | 2010-2016  |

## Diskografi

### Album
| Albuminformation | Topplacering          |
| Albuminformation | Sydkorea (Gaon Chart) |
| --- | --------------------- |
| Let's Have a Party (Singelalbum) - Släppt: 12 augusti 2010                                                                           | 18                    |
| Sweet Rendezvous (EP-skiva) - Släppt: 8 mars 2012                                                                                    | 6                     |
| Dolls (Singelalbum) - Släppt: 24 januari 2013                                                                                        | 9                     |
| Wild (EP-skiva) - Släppt: 9 maj 2013                                                                                                 | 4                     |
| Prima Donna (Studioalbum) - Släppt: 14 oktober 2013                                                                                  | 7                     |
| Drama (EP-skiva) - Släppt: 23 januari 2015                                                                                           | 4                     |
| 9Muses S/S Edition (EP-skiva) - Släppt: 2 juli 2015                                                                                  | 5                     |
| Lost (EP-skiva) - Släppt: 24 november 2015                                                                                           | 10                    |
| Muses Diary Part.2: Identity (EP-skiva) - Släppt: 19 juni 2017 - Nyutgåva: Muses Diary Part.3: Love City (EP-skiva) (3 augusti 2017) | 5                     |

### Singlar
| År   | Titel             | Topplacering          |
| År   | Titel             | Sydkorea (Gaon Chart) |
| ---- | ----------------- | --------------------- |
| 2010 | "No Playboy"      | 56                    |
| 2010 | "Ladies"          | —                     |
| 2011 | "Figaro"          | 66                    |
| 2012 | "News"            | 36                    |
| 2012 | "Ticket"          | 33                    |
| 2013 | "Dolls"           | 17                    |
| 2013 | "Wild"            | 22                    |
| 2013 | "Gun"             | 16                    |
| 2013 | "Glue"            | 24                    |
| 2015 | "Drama"           | 13                    |
| 2015 | "Hurt Locker"     | 32                    |
| 2015 | "Sleepless Night" | 26                    |
| 2017 | "Remember"        | –                     |
| 2017 | "Love City"       | –                     |